# Транспортный коридор Север — Юг

Международный транспортный коридор «Север — Юг»
—— предлагаемый маршрут коридора
—— стандартный маршрут

«Север — Юг» (NS) — международный транспортный коридор (МТК) между Россией, Индией, Ираном и соседними странами (всего 11 стран).
Основными преимуществами транспортного коридора «Север — Юг» перед другими маршрутами (в частности перед морским маршрутом через Суэцкий канал) называются: сокращение в два и более раза расстояния перевозок, а также снижение стоимости перевозки контейнеров, по сравнению со стоимостью транспортировки по морскому пути.

## Описание и оценки
На территории России (см. Транспортная система России) стержневым направлением развития транзитных и внешнеторговых грузопотоков в рамках коридора «Север — Юг» является железнодорожное направление Бусловская — Санкт-Петербург — Москва — Рязань — Кочетовка — Ртищево — Саратов — Волгоград — Астрахань протяженностью 2513 км.
Срок доставки грузов из Мумбаи в Санкт-Петербург должен снизиться до 15—24 дней, тогда как действующий маршрут через Суэцкий канал составляет 30—45 дней.
К 2015 году объём товарного рынка[какого?] оценивался в 25-26 млн тонн.
По оценке 2022 года, к 2025 году пропускная способность (грузооборот) по этому коридору увеличится в два раза, до 30 млн тонн, через пять лет — ещё на 5 млн тонн.
Ожидается, что строительство железнодорожного участка между Ираном и Азербайджаном сократит на 13—20 % объём российского внешнеторгового транзита грузов через Турцию (включая водный путь Босфор — Мраморное море — Дарданеллы).
Основными недостатками международного коридора «Север — Юг» являются:
- Отсутствие между Россией и Ираном прямого железнодорожного сообщения и медленная работа таможни в российских портах (по информации на 2006 год)[6].
- Различная ширина железнодорожной колеи между Россией и Азербайджаном (1520 мм) и Ираном (1435 мм).

## История
В 1999 году группа индийских, иранских и российских транспортных фирм подписали генеральное соглашение об экспортно-импортной транспортировке контейнеров по международному транспортному коридору Шри-Ланка — Индия — Иран — Каспийское море — Россия. Соглашение определяло организацию транспортировки, ответственность участников, примерные ставки и сроки прохождения грузов в 20 и 40-футовых контейнерах.
12 сентября 2000 года в ходе второй Евроазиатской конференции по транспорту в Санкт-Петербурге было подписано межправительственное соглашение о создании коридора «Север — Юг». Странами-участницами стали Россия, Иран и Индия.
В феврале 2002 года Соглашение о международном транспортном коридоре «Север-Юг» было ратифицировано Россией. 
В мае 2002 в Санкт-Петербурге министрами транспорта стран-участниц был подписан протокол об официальном открытии коридора.
В период с 2000 по 2002 год по коридору были направлены сотни индийских контейнеров. Перевозки осуществлялись группой фирм в составе ирано-индийской фирмы «Иран-Хенд» и совместной ирано-российской компании «Ирсотр», при участии фирмы-координатора «Реджи». Практика показала, что время перевозки контейнеров через Иран от порта Бендер-Аббас на побережье Персидского залива до порта Энзели на Каспийском море составляло 4 дня с учётом таможенных формальностей. Время перевозки от Бендер-Аббаса до Энзели составляло 13 дней.
В дальнейшем, по причине многих обозначившихся технических сложностей[каких?], контейнерные перевозки по коридору «Север — Юг» — международный транспортный коридор.Юг» ограничились маршрутом Россия — Иран. Перевозки контейнеров из Индии через Астрахань были заморожены. Тем не менее, проект по-прежнему оставался привлекательным и позднее к договору присоединились Азербайджан, Армения, Белоруссия, Казахстан, Оман, Сирия. Заявки на присоединение подавали Турция и Украина.
Для Казахстана маршрут позволял переориентировать экспортные поставки через территорию России и Чёрное море в страны Персидского залива.
На фоне вторжения России на Украину укрепилось экономическое сотрудничество между Ираном и Россией. В июне 2022 года перевозка грузов из России в Индию занимала 25 дней. Аль-Джазира сообщила, что в июле ещё как минимум 39 контейнеров были доставлены из России в индийский порт Нхава-Шева на Аравийском море. По мнению издания, запуск маршрута поможет России преодолеть последствия санкционных ограничений на доступ к европейским рынкам. 
По данным агентства Tasnim, на начало октября экспорт товаров из Ирана в Россию вырос на 70 %, а товарооборот между странами за восемь месяцев 2022 года вырос почти на 40 %.
В мае 2023 года подписано соглашение о совместном создании железнодорожного участка Решт — Астара. Это последний участок западного маршрута МТК «Север — Юг», необходимый для полноценной работы железной дороги на всем протяжении коридора. Участок будет строиться двумя сторонами — российской и иранской, с двумя типами ширины колеи: 1435 и 1520 мм. Протяжённость участка составит 165 км. «Строительство недостающего участка протяжённостью 162 км может быть завершено в течение пяти лет, если будут предоставлены финансовые ресурсы» — заявил в феврале 2024 г. заместитель министра дорог и городского развития Ирана Хайрулла Хадами.
По информации вице-премьера Марата Хуснуллина, инвестиции в транспортный проект «Север — Юг» до 2030 года составят 280 млрд рублей. 
Для реализации проекта возводятся и реконструируются три пункта пропуска: «Дербент», «Верхний Ларс», «Яраг-Казмаляр». Вместе с этим производится капитальный ремонт автомагистрали Р-217 «Кавказ», а также будет организовано строительство объездных дорог Астрахани, Дербента, Хасавюрта.
В 2023 году, на фоне строительство в Грузии крупных инфраструктурных проектов, в том числе возведения Тоннель Гудари на дороге в сторону России, обсуждался вопрос дополнения Транспортного коридора «Север — Юг» этим обновлённым участком.
27 марта 2025 года президент России Владимир Путин заявил о необходимости реализации проекта Арктического полигона железных дорог, в результате строительства которого у коридора «Север—Юг» появятся новые точки выхода в Арктику.

## Маршруты грузов
Коридор предусматривает три основных маршрута грузов относительно Каспийского моря:
- Транскаспийский: через порты Астрахань, Оля, Махачкала. В 2004 году была построена железнодорожная ветка до порта Оля.
- Восточный: прямое железнодорожное сообщение через Казахстан, Узбекистан и Туркменистан с выходом на железнодорожную сеть Ирана по действующему пограничному переходу Теджен — Серахс. Договор о строительстве дороги в обход Узбекистана подписан в 2007 году. Открытие было запланировано на 2013 год.
- Западный: направление Астрахань — Махачкала — Самур, далее по территории Азербайджана до планируемой пограничной станции Астара. По территории Ирана транзит должна обеспечивать строящаяся линия Астара — Решт — Казвин. Открытие было запланировано на 2018 год. На 2019 год сдан в эксплуатацию участок Астара (Азербайджан) — Астара (Иран). 6 марта 2019 года введён в эксплуатацию участок Решт — Казвин[17][18][19]. Ввод линии в эксплуатацию ожидается к 2028 году[20].

### Транскаспийский
С российской стороны маршрут проходит через порты Астрахань, Оля, Махачкала.
Строительство железнодорожной ветки к порту Оля началось 1 октября 2003 года. 28 июля 2004 года было открыто движение на этом участке. В первом полугодии 2010 года в порт Оля прибыло 5700 вагонов груза для отправки в Иран.
С иранской стороны маршрут проходит через порты Бендер-Энзели, Амирабад и Ноушехр.

### Восточный
Восточный маршрут представляет собой прямое железнодорожное сообщение. Старая его ветвь проходит через Казахстан, Узбекистан, Туркменистан с выходом на железнодорожную сеть Ирана по пограничному переходу Теджен — Серахс. Перестановка тележек осуществляется на станции Серахс.
Новая ветвь через Болашак (напрямую из Казахстана в Туркменистан, минуя территорию Узбекистана) построена в 2014 году и выходит на Иран по пограничному переходу Этрек — Горган.

### Западный

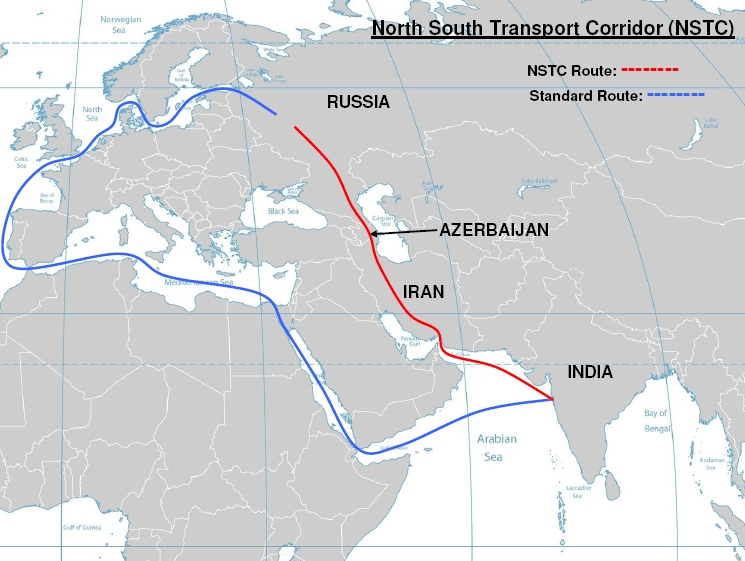
Международный транспортный коридор «Север — Юг»
—— предлагаемый маршрут коридора
—— стандартный маршрут

По западной ветви коридора маршрут проходит по направлению Астрахань — Махачкала — Самур, далее по территории Азербайджана до планируемой пограничной станции Астара. По территории Ирана транзит должна обеспечить строящаяся линия Астара — Решт — Казвин. Поезда из России пойдут через Азербайджан, Иран, затем грузы направятся через порт Чехбехар — прямым морским путем в индийский Мумбаи.
Торговые маршруты помимо Индии могут быть проложены в Ирак, Кувейт, Катар, ОАЭ, Саудовскую Аравию, Оман, Йемен, Шри-Ланку. В относительной близости окажутся страны Африки, Индокитая, Океании.
В августе 2024 года РЖД утверждён маршрут грузового поезда Ульяновск — Баку — Астара.  

## Показатели
| Год                                     | 2022 | 2023 |
| --------------------------------------- | ---- | ---- |
| Объём транспортировки грузов (млн тонн) | 14,5 | 15   |

В 2023 году по коридору перевозились в основном нефтяные грузы, зерно, чёрные металлы.